# La vida d'en Carbassó
La vida d'en Carbassó (títol original en francès: Ma vie de Courgette) és una pel·lícula francosuïssa de 2016 dirigida per Claude Barras, basada en la novel·la de 2002 de Gilles Paris Autobiographie d'une Courgette. Els personatges són titelles i està filmada amb sistema stop motion. Va ser estrenada a Suïssa el 19 d'octubre de 2016. Claude Barras havia dirigit altres curtmetratges com ara Le génie de la boîte de raviolis (2006). Ha estat doblada al català.
La pel·lícula va rebre elogis pel seu to emocional i la seva història i va guanyar el premi a la millor pel·lícula d'animació i al millor guió adaptat als Premis César de 2017. Als Premis Oscar de 2016 va ser nominada a la millor pel·lícula d'animació i va ser seleccionada com a candidata suïssa a millor pel·lícula en llengua estrangera, formant part de la llista de finalistes del mes de desembre.

## Argument
En petit Carbassó té una mare alcohòlica que mor accidentalment. Per aquest motiu el porten a un centre d'acollida amb altres nens i nenes en circumstàncies igualment difícils. Allà és ben acollit, després del moment inicial en què ha de demostrar qui és, i els educadors del centre són molt macos i es fan càrrec de les circumstàncies personals de cada nen.

## Crítica
La pel·lícula té una valoració del 99% a Rotten Tomatoes, basada en 137 crítiques, amb una valoració mitjana de 8,20/10. El consens crític del lloc diu: «El títol absurd de "La vida d'en Carbassó" i els personatges adorables desmenteixen una història sòbria, les imatges acolorides de la qual delecten els sentits, tot i que s'enfronta a les fosques profunditats emocionals». A Metacritic, la pel·lícula va rebre una puntuació de 85 sobre 100, basada en 28 crítiques, que indica «aclamació universal».